# Power Rangers: Turbo
Power Rangers Turbo is het vijfde seizoen van de Power Rangers-serie geproduceerd door Saban Entertainment. Dit seizoen bestond uit 45 afleveringen en was gebaseerd op de Sentaiserie Gekisou Sentai Carranger.
Dit seizoen ging is een vervolg op het vorige seizoen Power Rangers: Zeo en gaat verder waar de tussenliggende film Turbo: A Power Rangers Movie ophield.

## Productie
Van alle Power Ranger-seizoenen was Turbo wel een van de minst populaire.
De serie werd geïntroduceerd met een bioscoopfilm die maar in een beperkt aantal bioscopen te zien was en bovendien flopte. Voor fans die de film niet hadden gezien was de overgang van Power Rangers: Zeo naar Power Rangers: Turbo onduidelijk. De film zelf bood volgens kijkers die hem wel hadden gezien eveneens nauwelijks een logische verklaring waarom de Rangers zo plotseling van krachten en zords wisselden.
Acteur Steve Cardenas, die het karakter Rocky DeSantos speelde, stopte met de serie omdat hij aan het eind van Power Rangers Zeo gewond raakte. De directie van Fox, het kanaal waarop Power Rangers werd uitgezonden, dwong Saban Entertainment om als vervanger voor Rocky een kindacteur te nemen. Dit werd Blake Foster in de rol van Justin Stewart. Deze beslissing werd genomen omdat de meeste fans van het eerste uur inmiddels tieners waren, en Fox op deze manier ook weer een nieuw jonger publiek hoopte aan te spreken. De beslissing werkte echter averechts; er kwamen nauwelijks nieuwe kijkers bij, en de toevoeging van Blake Foster viel niet in goede aarde bij veel van de oude fans.
Naast Steve Cardenas wilden ook acteurs Jason David Frank (Tommy Oliver) en Catherine Sutherland (Katherine Hillard) de show verlaten. Beide gingen akkoord met een contract voor in elk geval nog 18 afleveringen zodat de producers tijd hadden om vervangers te zoeken. Toen het eindelijk tijd was om de twee te vervangen besloot Saban om op Blake Foster na alle acteurs te vervangen door nieuwe. Ook Zordon en Alpha 5, die beide al sinds het begin vaste personages waren in de Power Rangers, werden vervangen door Dimitria en de nieuwe robot Alpha 6.
Voor het maken van de serie had Saban een probleem met het Sentai-beeldmateriaal. De Super Sentai-serie “CarRanger”, waar Power Rangers Turbo op gebaseerd zou worden, was een parodie op de Sentai-series en derhalve niet serieus qua verhaal en effecten. Saban had de keus tussen alleen het hoogst noodzakelijke over te nemen uit "CarRanger" en van Power Rangers Turbo een serieuze serie maken, of "CarRanger" te accepteren zoals het was en van Power Rangers Turbo een soortgelijke serie te maken. Er werd uiteindelijk gekozen voor de eerste optie.
Toen de serie tegen zijn einde liep waren de kijkcijfers gedaald tot record dieptes. Omdat het beeldmateriaal van CarRanger op begon te raken werden er al voorbereidingen getroffen voor het volgende seizoen. Blake Foster werd uit de serie geschreven. De vier overige Rangers verlieten in de laatste aflevering de Aarde in een NASADA spaceshuttle om Divatox na te reizen de ruimte in.
Lange tijd dreigde Power Rangers Turbo de ondergang te worden van de Power Ranger series. Door het grote succes van het erop volgende seizoen, Power Rangers: In Space, bleef de serie bestaan.

## Verhaallijn
Vervolg van Turbo A Power Rangers Movie
Teruggekeerd van hun missie naar het eiland Muranthias verzamelen de Rangers zich in de Power Chamber. Lerigot bevrijdt Zordon uit de Tijd Warp waar Rita Repulsa hem 10.000 jaar terug in opsloot. Hierop keren Zordon en Alpha 5 terug naar Zordons thuisplaneet Eltar. De tovenares Dimitria neemt de rol als mentor van de Rangers over van Zordon. Haar robot Alpha 6 neemt de rol als technisch adviseur van de Rangers over. Ondertussen arriveert Divatox in Angel Grove, nog steeds woedend over haar nederlaag op Muranthias.
The Rangers krijgen hulp van de Blue Senturion, een intergalactische politie robot die vanuit de toekomst naar het heden is gestuurd om de Rangers een speciaal bericht genaamd “De Millennium Message” te geven. In dit bericht staat dat in de nabije toekomst Divatox en alle oude vijanden van de Rangers zich zullen verenigen als de United Alliance of Evil.
De vier oude Turbo Rangers worden door Dimitria ontheven uit hun taak en geven hun krachten door aan vier nieuwe. Alleen Justin blijft als de Blauwe Ranger.
Divatox krijgt onverwacht bezoek van haar broer Generaal Havoc. Hij brengt ook de Metallasaurus Zord mee waarmee hij de Rangers Turbo Megazord weet te stelen. De mysterieuze Phantom Ranger, wiens identiteit in de hele serie niet bekend wordt, geeft de Rangers nieuw Rescue Zords waarmee ze de Metallasaurus verslaan en hun oude zords terugveroveren.
In een laatste poging stuurt Divatox het monster Goldgoyle op de Rangers af. De Rangers weten ternauwernood te winnen, maar verliezen hierbij allebei hun megazords. Wanneer ze terugkeren naar de Power Chamber worden ze gevolgd door Divatox’ helpers Elgar en Rygog. Zij ontdekken zo waar de Power Chamber is.
Dimitria krijgt bericht dat Eltar aangevallen wordt. Ze vertrekt met de Blue Senturion naar Eltar om Zordon te helpen. Kort daarop lanceert Divatox een aanval op de Power Chamber en vernietigt deze waardoor de Rangers hun krachten verliezen. Voordat Divatox haar aanval kan afmaken wordt ze weggeroepen naar een ontmoeting met een zekere Dark Spectre, die Eltar heeft veroverd en Zordon gevangen.
De Rangers besluiten dat ze haar achterna moeten gaan om Zordon te bevrijden. Ze weten de organisatie NASADA ervan te overtuigen hun de nieuwe space shuttle te geven. Justin besluit op het laatste moment op Aarde te blijven terwijl de anderen de ruimte in reizen.
Wordt vervolgd in Power Rangers: In Space.

## Karakters

### Turbo Rangers
- Thomas “Tommy” Oliver/ Rode Turbo Ranger I
- Adam Park/ Groene Turbo Ranger I
- Katherine “Kat” Hillard / Roze Turbo Ranger I
- Tanya Sloan/ Gele Turbo Ranger I
- Justin Stewart/ Blauwe Turbo Ranger: Justin is met 11 jaar de jongste Power Ranger ooit. Hij blijkt abnormaal slim voor zijn leeftijd. Hij is de enige Turbo Ranger die de gehele serie meedoet.
- Theodore J. Jarvis “TJ” Johnson/ Rode Turbo Ranger II: toen Dimitria besloot dat de oudere Rangers lang genoeg hadden gediend gaf Tommy zijn rol als Rode Ranger door aan TJ. Hij leidt aan het eind van de serie de anderen de ruimte in.
- Carlos Vallertes/ Groene Turbo Ranger II: Carlos neemt de rol als Groene Ranger over van Adam. Hij is een echte teamspeler en goede vechter.
- Cassie Chan / Roze Turbo Ranger II: Cassie is een beetje een rebel. Ze neemt de rol als Roze Ranger over van Kat.
- Ashley Hammond/ Gele Turbo Ranger II: Ashley neemt de rol als Gele Ranger over van Tanya.
- Phantom Ranger: de Phantom Ranger is een mysterieuze ranger wiens ware identiteit nooit wordt onthuld. Hij komt net als Zordon van Eltar en geeft de Rangers hun Rescue zords. Phantom Ranger kan onzichtbaar worden.

### Hulp
- Dimitria:Dimitria neemt de rol als mentor over van Zordon. Ze komt van de planeet Inquiris en spreekt vaak in raadsels. Dimitria is de tweelingzus van Divatox.
- Alpha 6: de nieuwste robot in de lijn van Alpha robots
- Zordon: Zordon vertrok samen met Alpha 5 naar Eltar
- Alpha 5: Alpha 5 vertrok samen met zordon naar Eltar
- Blue Senturion: een intergalactische politie robot die uit de toekomst kwam met een bericht voor de rangers. Helaas kreeg Divatox dit bericht in handen. Ze wiste hierna Blue Senturions geheugen zodat hij de Rangers het bericht niet kon geven. Blue Senturion vertrekt uiteindelijk met Dimitria naar Eltar.
- Lerigot: een tovenaar van de planeet Liaria die de Rangers ontmoetten in de Turbo film. Hij bevrijdt Zordon uit de tijdwarp.
- Bulk & Skull: zij hebben in Turbo een minder grote rol aangezien ze in de eerste aflevering door Elgar in apen worden veranderd in dit het grootste deel van de serie blijven.

### Vijanden
- Divatox: een barbaarse vrouwelijke piraat. Ze kwam naar de aarde om Maligore te bevrijden en met hem te trouwen, maar de Rangers vernietigden Maligore. Uit op wraak opent ze de aanval op Angel Grove. Ze slaagt erin om met haar leger de Power Chamber te vernietigen, maar wordt dan weggeroepen naar een afspraak met Dark Spectre.
- Rygog: Divatox’ generaal en navigator van de duikboot.
- Elgar: Divatox neef en een constante bron van ergernis voor haar.
- Porto: Divatox’ wetenschapper.
- Generaal Havoc: Divatox broer. Hij bezoekt zijn zus halverwege de serie en neemt de Space basis en de Metallosaurus zord mee. Nadat de Metallosaurus zord is vernietigd vertrekt hij om een nieuwe te bouwen en wordt niet meer gezien.

## Zords
- Turbo Zords/Turbo Megazord: de Rangers kregen de Turbo Zords van Zordon voor hun missie naar Muranthias. De zords zijn gebaseerd op verschillende auto’s en kunnen combineren tot de Turbo Megazord.
  -  Red Lightning Turbozord
  -  Mountain Blaster Turbozord
  -  Desert Thunder Turbozord
  -  Dune Star Turbozord
  -  Wind Chaser Turbozord
- Robo Racer: de zord van de Blue Senturion.
- Artillatron : de zord van de Phantom Ranger. Artillatron is een uit drie opleggers bestaand voertuig dat dient als opslagplaats voor rescue zords. Artillatron kan ook een robot vormen en de Rescue megazord van extra wapens voorzien.
- Rescue zords/Rescue Megazord: de tweede set zords aan de Rangers gegeven door de Phantom Ranger. Ze kunnen combineren tot de Rescue Megazord.
  - Lightning Fire Tamer Rescuezord
  - Siren Blaster Rescuezord
  - Thunder Loader Rescuezord
  - Star Racer Rescuezord
  - Wind Rescue Rescuezord

## Titelsong
Gezongen, geschreven en gecomponeerd door Super Power
Shift into Turbo! 

Gooooooo! 

Mighty engines roar 

Turbo charge for more 

Drive four round the floor
Go! Go! Power Rangers Turbo! 

Go! Go! Power Rangers Turbo! 

Go! Go! Power Rangers Turbo!
Whoaoaoaoaoaoaoaoaoaooa!

## Wetenswaardigheden
- Toen Turbo: A Power Rangers Movie werd gepland had Saban nog het idee om Billy de Turbo Krachten van de Rangers te laten maken. Dit idee werd verworpen toen Billy tegen het eind van Power Rangers Zeo uit de serie werd geschreven.
- Dit is de enige Power Ranger serie met een kind acteur als Ranger.
- Wanneer Justin veranderd in de Blauwe Ranger groeit hij naar volwassen formaat. Dit is overgenomen uit de Sentai Serie Gosei Sentai Dairanger waarin ook een kind-ranger voorkwam (Kou de Kiba Ranger).
- Phantom Rangers Sentai tegenhanger, de VRV master, was geen Ranger en kwam maar in twee afleveringen van de serie CarRanger voor.
- Kat is de enige ranger die drie seizoenen achter elkaar dezelfde kleur heeft (roze).
- Power Rangers: Turbo's sentai tegenhanger, Gekisou Sentai Carranger, was juist een zeer succesvolle serie die het Sentai-genre redde van de ondergang na het floppen van zijn voorganger, Chouriki Sentai Ohranger.